# Limbella
Genre
Limbella est un genre de mousses de la famille des Neckeraceae ou des Amblystegiaceae.

## Espèces
Ce genre comporte les espèces suivantes[réf. souhaitée] :
- Limbella fryei, (R.S. Williams) Ochyra.
- Limbella tricostata, (Sull.) Müll. Hal. ex E.B. Bartram
- Limbella bartlettii
- Limbella conspissata
- Limbella limbata

## Liste d'espèces
Selon BioLib (1 août 2018) et ITIS (1 août 2018) :
- Limbella fryei (Williams) Ochyra

Selon Catalogue of Life (1 août 2018) :
- Limbella fryei Ochyra, 1986
- Limbella tricostata C. Müller ex E. B. Bartram, 1933

Selon The Plant List (1 août 2018) et Tropicos (1 août 2018) :
- Limbella bartlettii (H.A. Crum & Steere) W.R. Buck
- Limbella fryei (R.S. Williams) Ochyra
- Limbella tricostata (Sull.) Müll. Hal. ex E.B. Bartram